# Kira Radinsky

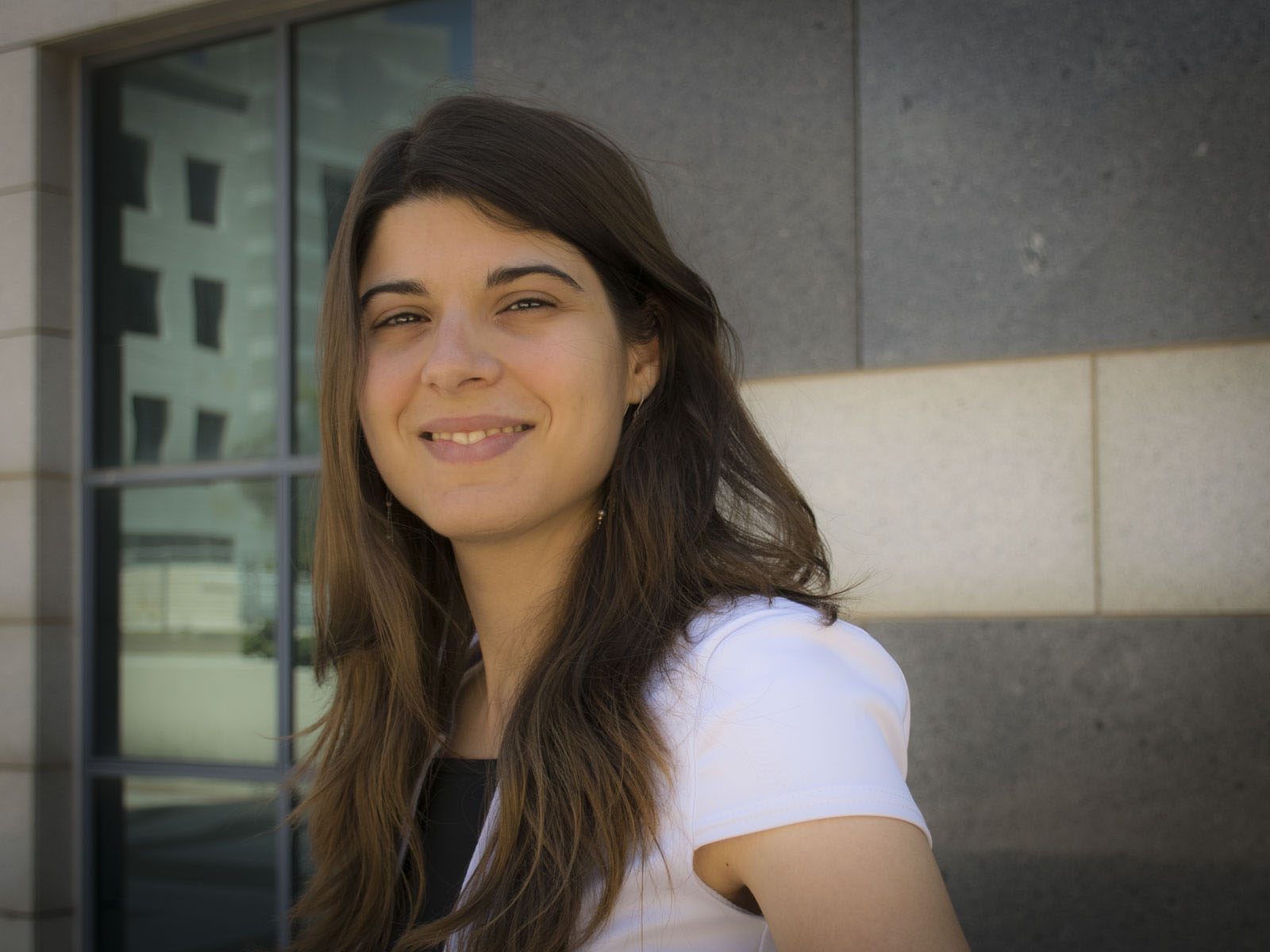

Kira Radinsky (en hebreo: קירה רדינסקי‎); nacida el 28 de julio de 1986 es una científica informática, inventora y emprendedora israelí nacida en Ucrania, especializada en minería de datos predictivos.
Obtuvo reconocimiento después de ser seleccionada por MIT Technology Review en la lista de "35 innovadores menores de 35". Su trabajo fue descrito en la prensa popular como una predicción del primer brote de cólera en Cuba en 130 años, basándose en el patrón identificado mediante la extracción de 150 años de datos de diversas fuentes: en los países pobres, a menudo si las inundaciones siguen a una sequía en menos de un año suelen producir un brote de cólera.[cita requerida].
Mientras trabajaba en su doctorado. cofundó una empresa, SalesPredict, basada en ideas similares, pero con algoritmos diferentes (la propiedad intelectual de su trabajo pertenece a Technion). Fue adquirida por eBay en 2016, donde Kira Radinsky trabajó como científica jefe y directora de ciencia de datos durante 2016-2019.
Radinsky es miembro del Foro Económico Mundial. En el año 2021, fue declarada entre sus 'Jóvenes Líderes Globales' para formar parte de la comunidad proactiva de múltiples partes interesadas de los líderes de la próxima generación del mundo para informar e influir en la toma de decisiones y movilizar la transformación".
Desde finales de 2021, Radinsky también se desempeña como directora ejecutiva de Diagnostic Robotics, Tel Aviv, que cofundó en 2019.También es profesora invitada en Technion y enseña las aplicaciones de la minería de datos predictivos en medicina. Es coautora de más de 10 patentes y más de 50 artículos revisados por pares.

## Premios y Reconocimientos
- En 2016 fue seleccionada como "Woman of the Year" por la revista Lady Globes.[7]

- En 2015 fue incluida en la lista Forbes "30 menores de 30" de jóvenes innovadores y emprendedores.[8]

- En 2013 fue incluida en la lista "35 innovadores menores de 35" de MIT Technology Review.[9]